# فرانسیسکو سانچز (کشتی‌گیر)
فرانسیسکو سانچز (به اسپانیایی: Francisco Sánchez)؛ زادهٔ ۳۰ ژوئن ۱۹۷۹ میلادی در مایورکا و یک کشتی‌گیر آزادکار اهل اسپانیا است. او در مسابقات آزاد مردان بازی‌های المپیک تابستانی ۲۰۰۸ در وزن ۵۵ کیلوگرم شرکت کرد و در مرحلهٔ ۱/۸، مغلوب کیم هیو-ساب از کشور کره جنوبی شد.